# Reims-Gueux
Reims-Gueux es un circuito de carreras semipermanente ubicado al sudoeste de la ciudad de Reims, Francia, utilizado en distintas configuraciones desde 1926 hasta 1972. Albergó interrumpidamente el Gran Premio de Francia entre 1932 y 1966, siendo puntuable para la Fórmula 1 a partir de 1950. Otras competencias disputadas en el circuito incluyen el Gran Premio de Francia de Motociclismo, el Gran Premio del Marne, las 12 Horas de Reims, y varias fechas de Fórmula 2 y Fórmula 3.
Originalmente, el trazado de Reims-Gueux se componía de las carreteras RN31, CD26 y CD27 que conectaban las localidades de Thillois y Gueux y era de 7,3 km. En 1952, el recorrido se modificó totalmente: se dejó de pasar por el pueblo de Gueux y se aumentó la extensión a 8,3 km. Ya que las carreteras eran casi rectas, se alcanzaban altísimas velocidades máximas, lo que llevó a los organizadores a talar árboles y demoler casas para mejorar las zonas de escape. 